# Ron Bochar
Ron Bochar (geb. vor 1986) ist ein US-amerikanischer Tontechniker.

## Leben
Borchar arbeitete zu Anfang seiner Karriere meist in der Tongestaltung, insbesondere den Soundeffekten und der Nachvertonung. Sein Filmdebüt hatte er bei Harry & Sohn, von und mit Paul Newman. Borchar arbeitete seither an zahlreichen Hollywood-Blockbustern. Er war nur selten für das Fernsehen tätig; unter anderem 2003 an der Miniserie Engel in Amerika, wofür er 2004 mit einem Primetime Emmy ausgezeichnet wurde. 2012 war er für Die Kunst zu gewinnen – Moneyball gemeinsam mit Deb Adair, David Giammarco und Ed Novick für den Oscar in der Kategorie Bester Ton nominiert.

## Filmografie (Auswahl)
- 1986: Die Farbe des Geldes (The Color of Money)
- 1988: Die letzte Versuchung Christi (The Last Temptation of Christ)
- 1990: GoodFellas – Drei Jahrzehnte in der Mafia (Goodfellas)
- 1991: Das Schweigen der Lämmer (The Silence of the Lambs)
- 1993: Die Akte ( The Pelican Brief)
- 1993: Philadelphia
- 1995: Kiss of Death
- 1997: Cop Land
- 1998: e-m@il für Dich (You’ve Got Mail)
- 1999: Bowfingers große Nummer (Bowfinger)
- 1999: Der Mondmann (Man on the Moon)
- 2002: Mord nach Plan (Murder by Numbers)
- 2005:  Capote
- 2007: Der Krieg des Charlie Wilson (Charlie Wilson’s War)
- 2010: Der Kautions-Cop (The Bounty Hunter)
- 2011: Die Kunst zu gewinnen – Moneyball (Moneyball)
- 2015: Mortdecai – Der Teilzeitgauner (Mortdecai)
- 2024: Death by Numbers (Dokumentar-Kurzfilm)

## Nominierungen
- 2012: Oscar-Nominierung in der Kategorie Bester Ton für Die Kunst zu gewinnen – Moneyball